# 粉河産土神社
粉河産土神社（こかわうぶすなじんじゃ）は、和歌山県紀の川市粉河にある神社。粉河寺の境内にある。地元では別称として「たのもしの宮」（頼母子之宮）とも呼ばれる。正しくは産𡈽（土に「、」）。

## 歴史
宝亀元年（770年）に紀伊国の猟師・大伴孔子古が粉河寺を創建し、次いでその子の大伴船主が延暦2年（783年）に鎌垣庄内各村の氏神を勧請して粉河寺の鎮守社として社を建立した、それが当社の始まりであるという。
天正13年（1585年）に羽柴秀吉による紀州征伐にあい、粉河寺とともに全焼している。
粉河寺の本堂のすぐ奥にある鎮守社として、江戸時代には紀州藩主徳川家の崇敬を受けていたが、明治時代の神仏分離によって粉河寺から独立している。
1912年（大正元年）、旧長田村松井の丹生神社を合祀、同年粉河町東毛の大神社も合祀している。1919年（大正8年）には粉河町粉河天福神社も合祀している。
当社の祭りである粉河祭りは紀州三大祭の一つである。
1959年（昭和34年）、裏山より経塚が出土している。

## 祭神
- 主祭神 - 第一殿：丹生津比賣命、第二殿：天忍穂耳命
- 配祀神 - 大伴孔子古命、大伴船主命

## 境内
- 本殿第一殿（丹生大明神社、紀の川市指定有形文化財） - 元禄年間から宝永年間（1688年 - 1711年）再建。
- 本殿第二殿（若一王子社、紀の川市指定有形文化財） - 元禄年間から宝永年間（1688年 - 1711年）再建。
- 拝殿
- 儀式殿
- 社務所
- おんどり石
- 神輿庫

### 摂・末社
- 大神社 - 1912年（大正元年）に現在地に移築。
- 須佐神社
- 熊野神社
- 吉野神社
- 天福神社（紀の川市指定有形文化財） - 享保12年（1727年）建立。1919年（大正8年）に現在地に移築。
- 五社神社（北野神社、多賀神社、日吉神社、一言主神社、楠神社）
- 護国神社
- 白山神社
- 粉河稲荷神社

## 文化財

### 和歌山県指定無形民俗文化財
- 粉河祭り渡御式（粉河祭保存会）

### 紀の川市指定有形文化財
- 粉河産土神社本殿 2棟
- 天福社本殿

## 祭事
- 粉河祭り

## 交通アクセス
- 和歌山線（JR西日本）粉河駅下車徒歩約20分
- 和歌山バス那賀紀伊粉河線「粉河寺」停留所下車徒歩約5分
- 京奈和道の紀の川東ICから県道122号を西へ、県道7号と合流する交差点を左折、約500mで粉河寺大門前